# Вулька-Пшедмесьце
Вулька-Пшедмесьце (пол. Wólka-Przedmieście) — село в Польщі, у гміні Васильків Білостоцького повіту Підляського воєводства.
У 1975-1998 роках село належало до Білостоцького воєводства.